# Virio Gallo
Virio Gallo (latino: Virius Gallus; fl. 298) è stato un politico romano.
Fu console posterior nel 298, assieme ad Anicio Fausto, poi corrector della Campania.